# Maja Aase
Inger Maja Marianne Aase, född 1 oktober 1961, är en svensk journalist bosatt i Hägersten. Maja Aase är valförrättare och ordförande i ett valdistrikt och sedan 2025 internationell valobservatör, utsedd av Folke Bernadotteakademin. Maja Aase har tidigare arbetat som kommunikationschef och -strateg på Union to Union, som är de svenska fackens biståndsorganisation, där de tre centralorganisationerna LO, TCO och Saco är medlemmar. Maja Aase arbetar som moderator och föreläsare, medverkar återkommande i Spanarna i Sveriges Radio P1, är fast krönikör i tidskriften Vår Fågelvärld, djur- och naturredaktör i Icakuriren och ingår i redaktionen för den lokala nyhetssajten Bättre stadsdel i Hägersten. Dessutom är Maja Aase utbildad kriskommunikatör inom det civila försvaret, genom Försvarsutbildarna och Criscom, med placering på MSB. Tidigare har Maja Aase öven arbetat som utredare på Unionens a-kassa.

## Biografi
I slutet av 1980-talet fram till början av 1990-talet arbetade Maja Aase som reporter på tidningen Z. Hon var även redaktionschef på tidskriften och på tv-programmet Moderna tider samt på reportagebyrån Riksreportage. Maja Aase var redaktör för en svensk pionjärsatsning på CD-rom inför folkomröstningen om medlemskap i EU 1994.
Mellan 2006 och 2008 var Maja Aase chefredaktör för Journalistförbundets tidning Journalisten, 2008–2009 redaktör på STF:s tidskrift Turist, 2013–2015 redaktionschef på Reumatikervärlden, och 2015–2017 redaktör på Jusektidningen Karriär. Från 1998 till och med 2005 var hon chef för Kulturnytt i Sveriges Radio P1.
Aase har också undervisat vid JMK, Poppius journalistskola och Beckmans.

## Utmärkelser och stipendier
Maja Aase har bland annat mottagit resestipendium till USA av Svenska Institutet (1999), JP Åhléns stipendium av Hiertanämnden för att granska skolans datorisering i Sverige (1999), Föreningens Skogs- och lantbruksjournalisternas resestipendium till Wales (2009), vidareutbildningsstipendium från Journalisterna i Sverige AB (2010) med flera.